# Corpse Party: Blood Covered
Corpse Party: Blood Covered (漫画：コープスパーティー BloodCovered?) è un videogioco d'avventura horror pubblicato esclusivamente in Giappone l'8 marzo 2000 per Microsoft Windows.
Il videogioco è un remake di Corpse Party del 1996, a cui sono stati aggiunti alcuni nuovi personaggi giocabili. Il videogioco è stato convertito per PSP con il titolo Corpse Party: Blood Covered Repeated Fear e con una grafica migliorata, benché il gioco rimanga lo stesso.
Il videogioco è stato sviluppato dal Team GrisGris. La 5pb ha collaborato alla realizzazione di Repeated Fear (la versione del videogioco per iOS), che lo ha anche pubblicato per iOS. La Xseed Games ha pubblicato il videogioco per il mercato americano ed europeo, con il titolo semplificato in Corpse Party.

## Trama

### Primo capitolo
Il gioco inizia con 7 ragazzi che una sera, dopo il  festival culturale della loro scuola, la Kisaragi Academy Senior High School (学如月園高等部 Kisaragi Gakuen Kōtōbu), decidono di trattenersi nella propria classe per raccontarsi storie di paura. Ad un certo punto essi, per tirare su di morale una di loro, Mayu Suzumoto, che sta per trasferirsi in un'altra scuola, decidono di compiere un  rito magico, "Sachiko Ever After ", spezzando una sagoma di carta a pezzi e ripetendo "Sachiko, noi ti preghiamo", e tenendo il proprio pezzo della sagoma come segno della loro amicizia indissolubile. Al rito si aggregano anche la giovane professoressa Yui Shishido e Yuka Mochida, sorella di uno degli studenti. In seguito però, qualcosa va storto, e dopo un violento terremoto il pavimento della classe cede e i nove sprofondano giù.
Successivamente due ragazze del gruppo, Naomi Nakashima e Seiko Shinohara, si risvegliano e si ritrovano da sole in uno strano edificio buio e in rovina, e poco dopo scopriranno con raccapriccio di trovarsi nella Heavenly Host Elementary School, una vecchia scuola elementare, chiusa il 18 novembre del 1975 in seguito ad una serie di tragici eventi, poi demolita e sopra la quale è stata costruita la Kisaragi Academy. Le due, quindi, dopo un'iniziale fase di indecisione per la paura, decidono di cercare una via d'uscita da quel luogo, e iniziano quindi a vagare per i corridoi della scuola, che scopriranno ben presto essere pieni di corpi e di spiriti; uno di questi rivela alle ragazze che tutti quelli sono i cadaveri di ragazzi che hanno compiuto il loro stesso rito e, bloccati lì, hanno seguito un tragico destino, morti senza via di scampo, senza aiuto e in solitudine, e tale sorte pare attendere anche loro due. Infatti seppure anche i loro compagni sono finiti nella Heavenly Host, essi si trovano in dimensioni diverse da quella loro, sovrapposte l'un l'altra e unite da un insolito legame spazio-temporale, e seppure possono udirne le voci o sentirne la presenza, non potranno mai incontrarli. Nell'aula d'improvviso appare il fantasma di una bambina con un vestito rosso, alla vista del quale le due scappano fuori spaventate.
Naomi e Seiko, quindi, continuano a vagare per le aule e i corridoi desolati e lugubri della scuola, e, molto amiche, si sostengono e supportano a vicenda, finché ad un certo punto Seiko si accorge di aver smarrito il suo pezzo della sagoma di carta. Subito dopo assistono alla visione raccapricciante di resti e sangue copioso appartenenti ad un corpo letteralmente fatto a pezzi e spiaccicato su una parete. In quel momento le due amiche odono i pianti e le urla della piccola Yuka mentre chiama il fratello e dirigendosi verso la fonte della stessa, scendendo le scale, Naomi, a causa della sua caviglia slogata, precipita rovinosamente per terra; Seiko allora la aiuta a rialzarsi e a camminare, e la porta nell'Infermeria della scuola. Qui entrambe, dopo che Seiko ha fasciato la gamba di Naomi si riposano e iniziano a chiacchierare, in particolare di Satoshi, del quale quest'ultima è innamorata; l'amica le dice quindi che, in una situazione del genere, deve prendere coraggio e approfittarne per dichiararsi, qualora si rivedessero. La loro piacevole chiacchierata viene, però, interrotta nuovamente dalle urla e i pianti di Yuka, e così Seiko decide di andare da sola a cercarla intimando l'amica di restare lì per mettere a riposo la gamba: subito dopo che la ragazza esce, tuttavia, la porta dell'infermeria si chiude, e quando Naomi tenterà di uscire, nota che essa è tenuta bloccata da corde di capelli neri su tutta la superficie. D'improvviso sente risate di bambini e la voce di una donna, e in seguito la lampada della scrivania, prima fuori uso, si accende da sola e da un libro incollato alla scrivania fuoriesce un'ombra nera che la insegue e tenta di ucciderla; quest'ultima allora sparge dell'alcool sui capelli e dopo aver trovato una scatola di fiammiferi li brucia e riesce ad uscire. Pochi passi dopo cade esausta in ginocchio e vomita su una parete, ed in quel momento Seiko torna dalla sua ricerca senza successo. Naomi dopo aver raccontato all'amica ciò che è accaduto, quando quest'ultima tenta di tirarla su e di sdrammatizzare la situazione, diffida da tali parole, ed anzi, essendone consapevole ma non riuscendo a fermarsi, inizia a ridicolizzare quella sua certezza che tutto si sarebbe risolto, e inizia a farsi prendere dal panico e figurare gli scenari peggiori e più negativi, dicendo che la loro scomparsa sarebbe diventata un insopportabile e tremendo peso per i loro genitori. Seiko, allora, tenta un'ultima disperata volta di tirare su di morale l'amica e di farle cessare di dire tutte quelle cose, affermando che la perdita di un proprio caro non è mai un peso, poiché per rendere fiera e felice una persona cara si farebbe qualsiasi cosa. Naomi allora, al culmine dello sconforto e del panico, le dice che una tale cosa vale solo per la sua famiglia, mentre le persone normali non agiscono così; a questo punto riesce a fermarsi ricordando che l'amica ha perso pochi anni prima la madre e, tornata quindi in sé, tenta di scusarsi, ma non riesce a farlo, ed entrambe decidono di separare le proprie strade alla ricerca di qualche via d'uscita. Successivamente Seiko, piangente, corre via finché, in direzione della rampa di scale che porta al terzo piano, ode una voce che decide di seguire. Naomi nel frattempo, in preda ai rimorsi, decide di tornare indietro dall'amica per scusarsi per le cose orribili che le aveva detto; tuttavia, quando ella arriva nei bagni, è costretta ad assistere alla terribile vista di Seiko impiccata, in una delle cabine da bagno, al soffitto con un cappio e nonostante tenti di salvarla cercando di usare un secchio per sollevarla, quando fa ritorno con esso vede il viso straziato dal dolore e lo sguardo vuoto e privo di vita dell'amica; il capitolo si chiude quindi con le urla della giovane che, in ginocchio, piange disperata dinnanzi al corpo inerme della povera Seiko.

### Secondo capitolo
Protagonisti del capitolo sono ora la professoressa Shishido e i due studenti, Yoshiki Kishinuma e Ayumi Shinozaki, la rappresentante di classe ed appassionata dell'occulto (è stata infatti lei a proporre la  Sachiko After Charm  ), che si ritrovano nella classe 1A in cui precedentemente si erano risvegliate, in un'altra dimensione della scuola, anche Naomi e Seiko. Poiché Ayumi, presa dallo sconforto e dal panico, è entrata in iperventilazione, la prof affida quindi in custodia la ragazza al suo compagno, e decide di andare avanti da sola alla ricerca degli altri studenti. Dopo aver camminato per i corridoi della Heavenly Host, ella entra in una classe poco lontana, dove uno spirito la informa sulla verità intorno alla scuola e sul sistema di “spazi chiusi” sovrapposti tra di loro per i quali i nove personaggi si trovano tutti allo stesso tempo nella stessa scuola, ma in diverse dimensioni e per questo non possono mai incontrarsi. Nella stessa classe, tuttavia, si imbatte invece in uno spirito maligno dalla fiamma rossa (come specificato nel gioco quelli rossi sono le anime di persone malvagie o colme di risentimento perché vittime di una morte violenta; quelli blu invece sono spiriti buoni e di solito tenteranno di aiutare i protagonisti) che prima la spinge via mentre lei si accinge ad uscire, e poi la schiaccia con un armadietto, insultandola perché, come afferma, le insegnanti fingono solo di preoccuparsi dei problemi dei propri studenti, ma in realtà non se ne curano affatto ed anzi li ignorano; la donna tenta di ribattere e di convincere che la sua preoccupazione per i propri studenti è reale e sentita, ma lo spirito si rifiuta di crederle e così la schiaccia più volte ancora più violentemente sotto il mobile. Dopo averla quasi fatta svenire dal dolore ridacchiando le ordina di essere sincera e di chiedergli di avere pietà di lei e di risparmiarle la vita, ma la donna, con un filo di voce, invece gli chiede di risparmiare la vita ai propri studenti piuttosto che a lei, ed a questo punto quello la schiaccia ancora più forte e, in una pozza di sangue, apparentemente la uccide.
Nel frattempo Yoshiki e Ayumi, preoccupati dall'assenza della loro professoressa, decidono di partire alla sua ricerca e per scoprire che cosa è accaduto. Anch'essi, quindi, esplorando il luogo si imbattono nei tanti corpi sparsi per i corridoi, alla vista dei quali Ayumi perde sempre di più l'auto-controllo; arrivati in una classe incontrano il fantasma di un bambino con occhi sbarrati e sguardo vuoto, il quale Ayumi invita il compagno ad evitare. Poco dopo la ragazza, perdendo totalmente la testa, scappa via urlante nell'atrio della scuola, e Yoshiki in seguito, la trova in un angolino con un'espressione inquietante urlare cose incomprensibili, poi qualche attimo dopo rinsavisce e quando il ragazzo le chiede il motivo di quel comportamento, lei sembra non ricordarsi nulla di ciò.
Continuando a vagare per la Heavenly Host, i due giungono nel piano dei bagni dove, nel bagno delle donne, trovano una sorta di grande macchia nera (che è la sagoma di Naomi inginocchiata al suolo mentre piange la morte dell'amica Seiko) ed Ayumi avvertendo una voce e una presenza, intuisce che lì è morto qualcuno, dopodiché perde di nuovo la ragione e corre fuori dal bagno. Yoshiki, seguendola, la ritrova in un angolino del corridoio con la medesima espressione inquietante di prima mentre farfuglia parole senza senso e colme di dolore e di rabbia; stavolta però ella persiste in quella condizione d'insanità mentale e allora il giovane, ascoltando anche le parole di uno spirito maligno che lo informa che ella è posseduta e non potrà mai più tornare come prima, torna nel bagno e sconfortato ripensa al loro primo incontro, quando il professore di educazione fisica stava per espellerlo, dopo aver scoperto che egli fumava nei bagni e dopo averlo quasi indotto a reagire a continui insulti e provocazioni; prima che ciò potesse accadere arriva Ayumi che con una scusa allontana l'uomo e invita il compagno a stare più attento ed evitare di essere espulso. In questo caso Yoshiki mostra per la prima volta di provare un profondo sentimento per la compagna e si ripromette quindi di fare tutto il possibile per farle riacquistare sanità mentale e proteggerla; mentre sta per uscire, però, irrompe nella stanza Ayumi ancora posseduta e fuori di senno, e allora il giovane la stringe forte a sé e le dice che avrebbero trovato una via d'uscita e un modo per riunirsi con gli altri; in questa maniera finalmente la ragazza torna in sé e viene a conoscenza di ciò che è successo, intuendo che è stata la visione di quella macchia nera a farla impazzire, poiché era una presenza molto vicina a loro, colma di dolore e sconforto.
Essi procedono nella loro esplorazione e, giunti nell'Infermeria, trovano Mayu in compagnia del fantasma di due bambine, una priva di un occhio, e l'altra priva della parte del cranio al di sopra della mandibola, mentre ride e chiacchiera con loro. Yoshiki e Ayumi rapidamente avvertono la ragazza di fuggire dai fantasmi, ma ella mostra loro una vecchia pagina di giornale in cui si parla del rapimento e della brutale uccisione di quattro bambini ad opera di un insegnante che ha condotto alla chiusura della Heavenly Host, e le foto delle piccole vittime corrispondono al viso dei fantasmi delle due bambine (e del fantasma dell'altro bambino), e dice di voler rimanere lì a fare compagnia a quelle povere anime; i compagni però contestano tale scelta, ma prima che possano far qualcosa i due spettri prendono possesso di Mayu e la sollevano in aria, e quando Yoshiki e Ayumi tentano di avvicinarsi, creano una barriera invisibile per respingerli. I due corrono fuori dall'Infermeria e decidono sul dar farsi, quando d'improvviso s'imbattono in una strana ragazza dallo sguardo “da pesce morto” che afferma essere il fantasma di una persona morta poco tempo prima lì; guardandola Ayumi capisce che ella è Naho Saenoki, un'esperta di paranormale, della quale la ragazza segue il sito web pieno di argomenti sull'occulto, tra i quali anche il  Sachiko Ever After. La ragazza dunque chiede al fantasma un modo per salvare la propria compagna, e Naho racconta quindi loro di ciò che ha potuto scoprire stando in quel luogo: gli spazi chiusi e i legami che questi assumono dipendono tutti dall'agonia e il dolore provato dalle vittime della maledizione della scuola, in particolare di quello dei tre bambini rapiti e uccisi; quindi se si riuscirà ad alleviare le sofferenze di questi ultimi, questi spazi chiusi possono rompersi e i ragazzi potrebbero trovare una via d'uscita sani e salvi e uniti tra loro; per alleviare tali sofferenze ella infine suggerisce, come punto di partenza, di riuscire in qualche modo ad ottenere il pentimento di colui che li ha rapiti ed uccisi, il cui fantasma vaga per i corridoi della scuola. Successivamente essi ritornano a vagare per la scuola, ed esplorando i corridoi trovano una piccola bambola; quest'ultima si scopre appartenere proprio al rapitore/omicida dei bambini, ed infatti essa ripete le parole di pentimento che l'uomo ha lasciato prima di morire. I due ragazzi tentano quindi di usarla per riuscire a dare pace alle anime afflitte dei fantasmi delle due bambine, ma quando sembra che il piano stia funzionando, d'improvviso i due spettri infuriati escono rapidamente fuori dall'Infermeria e lanciano la povera Mayu contro la parete, rivelando quindi che il corpo fatto a pezzi spiaccicato era quello di quest'ultima; dinnanzi a quella vista terribile Ayumi getta via la bambola e scappa via terrorizzata e in preda al panico, mentre Yoshiki, restando interdetto lì, viene raggiunto dalla figura di un uomo dall'aspetto mostruoso che prima lo tramortisce colpendolo da dietro con un martello, poi lo trascina via.
Il capitolo si chiude quindi con la professoressa Shishido che riprende conoscenza, e liberata dal peso dell'armadietto dallo spirito maligno, finalmente convinto della sincerità della sua premura per i propri studenti, e, addolorata al braccio destro rotto e dalle schegge dell'armadietto conficcate nella sua schiena, corre fuori alla ricerca di questi ultimi.

### Terzo capitolo
Il capitolo si apre con due ragazzi, Fukuroi e Mitsuki, mentre scappano dall'uomo dall'aspetto mostruoso, che però riesce a prendere ed aggredire il ragazzo, mentre Mitsuki, dopo averlo seminato correndo via urlante e disperata, si imbatte nel fantasma della bambina priva della parte superiore del cranio.
La scena cambia, e torna sulle scale antecedenti al piano dei bagni, in cui Naomi riceve improvvisamente una chiamata dal suo cellulare, ed ode una lugubre voce ripetere continuamente “Aiuto! “, mentre dall'altro capo del telefono risponde la madre preoccupata e allarmata, con cui Naomi tenta senza esito di parlare, mentre la voce è intenta sempre a ripetere la stessa frase finché la giovane scaglia via il telefono. Poco prima, mentre era ancora in ginocchio a vegliare e piangere dinnanzi al corpo impiccato di Seiko, era stata raggiunta da Naho che, alla domanda della ragazza su cosa potesse aver indotto l'amica al suicidio, le aveva risposto che la maledizione che incombe sulla Heavenly Host è molto forte ed induce tutti coloro che vi sono all'interno, per quanto essi mentalmente forti, prima o poi a soccombere al panico e la paura, e a perdere il senno e la forza di vivere, e molto probabilmente ciò è quel che era successo alla povera Seiko; infine le aveva comunicato che ora era l'unico essere vivente che abitava quello spazio chiuso della scuola e che lo sarebbe stato fino alla sua morte. Naomi, dopo aver riacquistato la calma, tentando di andar riprendere il suo cellulare, avverte un'altra violenta fitta alla caviglia, che la fa cadere dalle scale, e una volta raggiunto il suolo, vomita dal dolore e in preda oramai allo sconforto e la disperazione, ricomincia a piangere e chiedere aiuto.
In seguito, in un altro spazio chiuso, Satoshi e Yuka Mochida vengono raggiunti nella classe 1A da uno spirito che racconta loro la terribile realtà della Heavenly Host e il sistema di spazi chiusi; dopodiché i due intraprendono la ricerca degli amici, con Satoshi che, seppure spaventato, si mostra forte e sicuro di sé e del buon esito della stessa per confortare la sorellina terrorizzata e facilmente impressionabile, specie nel vedere i corpi sparsi per le classi e i corridoi. Dopo essere giunti al terzo piano, Yuka si reca nel bagno delle donne per fare la pipì, ma non può farlo perché il pavimento delle cabine bagno è crollato; i due quindi vanno alla ricerca di un altro bagno, e poco dopo, giunti in Infermeria, ne approfittano per riposarsi sui lettini; durante ciò Yoshiki, ancora vivo, si risveglia con la testa dolorante in una stanza misteriosa nella quale improvvisamente appaiono i tre fantasmi che lo circondano ridendo, finché non scompaiono all'arrivo dell'uomo col martello, che dopo averlo visto cosciente, gli si avvicina e solleva l'arma per colpirlo.
I due fratelli, dopo essersi risvegliati, ricominciano il viaggio, e dopo aver scoperto che anche i bagni maschili sono fuori uso (qui le cabine bagno addirittura non vi sono), finalmente si imbattono in uno dei loro amici, Sakutaro Morishige, mentre è intento fotografare il corpo fatto a pezzi spiaccicato sulla parete, alla vista del quale anche i fratelli Mochida rimangono scioccati. Dopo un breve dialogo in cui sia Satoshi sia Morishige affermano di non aver incontrato nessun altro dei loro compagni, e dopo essersi ripromessi di rivedersi nella classe 1A casomai fossero riusciti a trovarli, quest'ultimo riprende, tutto da solo, la sua esplorazione preoccupato per le sorti della sua amica Mayu. Tornati al primo piano, Satoshi nota che il corridoio di destra vicino alle scale si è allungato, e percorrendolo essi giungono dinnanzi ad una porta che, una volta trovata la chiave, scoprono essere l'uscita per la seconda ala della Heavenly Host. Una volta giunti in tale parte dell'edificio, anche qui sfortunatamente scoprono che entrambi i bagni sono inutilizzabili (quello dei maschi ha un enorme squarcio nel pavimento che rende irraggiungibili le cabine bagno, quello delle donne invece è di per sé irraggiungibile a causa del pavimento ceduto). Successivamente entrando nella sala d'arte trovano una misteriosa ragazza con una divisa diversa dalla loro, e nonostante Satoshi si presenti e cerchi di fare la sua conoscenza, ella sembra ignorarlo continuando a scrutare con occhi vuoti ed espressione enigmatica la parete, ripetendo frasi senza senso, e così alla fine i due decidono di lasciarla perdere. Non appena escono dalla classe si imbattono in Mitsuki mentre corre via e, seguendola, dopo averla raggiunta tentano di parlarci, ma ella, fuori di senno, urla contro Satoshi e scappa via. E così, dopo aver tentato inutilmente di entrare nel bagno delle donne, reso accessibile da un terremoto che ha “riparato” il pavimento, ma bloccato da alcuni ofuda sparsi su tutta la superficie della porta, poiché la povera Yuka non riesce più a trattenersi, il fratello la convince ad andare a farla nel bosco, fuori dalla scuola; ma non appena ella esce fuori sulla passerella, di fronte a sé appare il fantasma della bambina priva d'occhio, che tenta di inseguirla. Ritornata all'interno la ragazza scopre che Satoshi è scomparso e così, impaurita e con senso di panico crescente, inizia a piangere, chiamare il nome del fratello e parte alla sua ricerca, vagando tutta sola per i corridoi della scuola. Giunta al secondo piano incontra di nuovo Morishige che, vedendola tremante e sola, non appena sente che Satoshi è scomparso, si propone di aiutarla a cercarlo, ma la ragazza, spaventata dall'averlo trovato mentre fotografa il cadavere di Mitsuki (come precedentemente aveva fatto col corpo fatto a pezzi di Mayu), scappa via da lui e torna al piano inferiore per nascondersi; qui si imbatte in un ragazzo, scambiandolo inizialmente per il fratello, che rivela di chiamarsi Yuuya Kizami e di essere uno studente della Byakudan Senior High School (白壇高等学校   Byakudan Kōtōgakkō ), e, dopo aver sentito dalla ragazzina che è in cerca del fratello scomparso, afferma che anche lui è alla ricerca della sua sorellina, e le propone quindi di unire le loro ricerche. Dopo aver vagato per la Heavenly Host seguendo il ragazzo, ella rivela anche a quest'ultimo della sua urgenza e, dopo aver trovato un cristallo, con esso i due sciolgono gli ofuda e finalmente la ragazzina può recarsi nel bagno; nell'attesa Kizami incontra un suo compagno di classe, Kensuke Kurosaki, il quale appare molto euforico di vedere qualcuno dei suoi amici vivo, giacché l'unica che egli ha incrociato è il cadavere di Mitsuki (e quindi anche Fukuroi è uno dei loro compagni), mentre gli altri sono totalmente spariti. Ma mentre egli chiacchiera con l'amico, quest'ultimo lo accoltella allo stomaco e lo getta giù in un buco del pavimento con un calcio, esclamando, con un ghigno, che tra quelle mura non importa se egli fosse stato ucciso da lui o dai bambini-fantasma, comunque sarebbe morto.
Nel frattempo Satoshi si risveglia nella sala professori ignaro di cosa fosse successo e di come fosse arrivato lì, e qui trova un articolo di una rivista chiamata 'Strano ma Vero: Storie dell'Occulto' di un certo Kou Kibiki, in cui vengono rivelati ulteriori retroscena sul rapimento di venti anni prima dei quattro bambini. Viene rivelato che dopo varie ricerche della polizia le vittime sono state trovate nel seminterrato della scuola, tre dei quali morti, ed una sola di essi ancora viva, mentre, presumibilmente, l'assassino, uno dei professori della scuola, stava per ucciderla con un paio di forbici insanguinate. In seguito alle testimonianze della vittima stessa, l'uomo viene ufficialmente incolpato come rapitore e omicida, ma in giudizio, a causa delle sue condizioni mentali, viene rinchiuso in un ospedale psichiatrico, dal quale pochi mesi dopo scappa e, tornando nel seminterrato della scuola, qui decide di impiccarsi. Seguendo le ulteriori testimonianze di Kibiki, si scopre quindi che l'assassino in questione è Yoshikazu Yanagihori, figlio, tra l'altro, del preside della Heavenly Host, Takamine Yanagihori; egli, nei mesi prima del rapimento, aveva cominciato a perdere l'uso della parola e perdere la reputazione che aveva nella scuola a causa degli strani atteggiamenti che aveva cominciato e continuava ad assumere; le tre vittime, invece, erano tutti studenti della scuola, a differenza proprio dell'unica sopravvissuta, la quale, insieme alla sua famiglia, in seguito al terribile evento, si è trasferita in un'altra prefettura. In seguito all'avvenimento la Heavenly Host è diventata teatro di continui avvenimenti strani, inquietanti e di casi di suicidio, che hanno indotto alla fine il preside, il quale viene descritto come un uomo bizzarro che aveva la mania di lasciare misteriosi graffiti in giro per la scuola, a chiuderla; poi il giorno dopo egli si suicida gettandosi dal tetto dell'edificio. In seguito Satoshi trova una cassetta, sempre appartenente a Kou Kibiki, e quando tenta di uscire dalla stanza, scopre che la porta è chiusa a chiave, e lui è bloccato dentro. D'improvviso appare Naho Saenoki, che gli rivela che lui e i suoi amici sono bloccati nella Heavenly Host perché, con molta probabilità almeno uno di loro ha recitato male il  Sachiko After Charm  , intonando “ Sachiko noi ti preghiamo” un numero errato di volte (come suggerito da Ayumi ognuno di loro, nella propria mente, avrebbe dovuto cantare 9 volte la frase, per quanti erano i partecipanti al rito). Dopo averlo sbeffeggiato affermando che probabilmente colui che ha sbagliato a recitare il rito l'ha fatto di proposito perché pensava fosse un gioco, gli consiglia di tenere stretto a sé il proprio pezzo di sagoma di carta perché esso rappresenta il legame che lo tiene unito ai compagni e, vedendo la sua apprensione per la sorte degli stessi, recita un incantesimo verso di lui dicendogli di andare dalla persona che occupa i suoi pensieri, sebbene potrebbe non farcela ad arrivare in tempo, e tra le risate della ragazza, Satoshi sviene di nuovo.

### Quarto capitolo
Il capitolo si apre con due flashback : il primo coinvolge Seiko e suo fratello Yuu, dopo il quale, quest'ultimo manifesta la sua preoccupazione per il fatto che ella non è ancora tornata a casa; il secondo, invece, mostra ciò che è accaduto prima dell'arrivo nell'Infermeria di Ayumi e Yoshiki e del ritrovamento di Mayu, nel secondo capitolo; lei e sua madre hanno un dialogo in cui quest'ultima le ricorda che questo sarebbe stato il suo ultimo giorno alla Kisaragi Academy e in cui si scusa di ciò, manifestando anch'ella disappunto per il trasferimento, indotto dal marito che, afferma, ha pensato solo al lavoro, e non alla loro reale volontà. Mayu si risveglia dal torpore dei ricordi, e scopre di essere da sola nella Heavenly Host, ed inoltre ha smarrito il suo pezzo di sagoma e, successivamente, dopo aver visto i fantasmi delle due bambine arrivare in sua direzione ed entrare nell'Infermeria, decide di seguirli.
La scena successiva passa su Satoshi che si sveglia poco distante dall'Infermeria; cercando la sorellina, della quale sente i pianti e le urla disperate, egli improvvisamente sente la voce di Seiko che lo chiama e che gli dice di prendersi cura di Naomi perché è sul punto di cedere; infatti, dirigendosi verso il piano dei bagni, trova tra le scale il telefonino della ragazza, che improvvisamente inizia a squillare e rispondendo ascolta le parole colme di preoccupazione della madre di Naomi mentre la voce inquietante continua a ripetere “ Aiuto!”. Giunto al terzo piano avverte delle voci (di Naomi e Seiko) provenire dal bagno femminile, ma quando egli entra all'interno, inizialmente non trova nessuno; mentre si accinge ad uscire, tuttavia, sente un rumore provenire da una delle cabine, e aprendo la porta vede Naomi impiccata al soffitto, ma fortunatamente ancora viva. Egli, quindi, rapidamente la solleva sulle proprie spalle e la libera dalla stretta della corda. Ella, una volta tornata a respirare normalmente, non appena vede Satoshi, scoppia a piangere e lo abbraccia, ritraendosi subito dopo che i suoi nervi si sono distesi; successivamente gli fa vedere in lacrime il cadavere impiccato della povera Seiko, alla vista del quale il ragazzo rimane atterrito, giacché, afferma aveva sentito la sua voce poco prima. Dopo aver tirato giù il corpo e averlo portato fuori dal bagno, Naomi gli racconta del litigio che lei e l'amica avevano avuto prima di separarsi e prima di ritrovarla morta, e sente un senso macerante di colpa perché è sicura che siano state le sue parole ad indurla al suicidio, e non può più chiederle scusa; Satoshi, quindi, le fa notare che anch'ella poco prima stava tentando di suicidarsi, e quando Naomi ode ciò rimane sorpresa, poiché, afferma, che l'ultimo ricordo, prima che l'amico venisse a salvarla, era quando lei giaceva al suolo dolorante per la gamba. A questo punto, il ragazzo le fa quindi notare che se lei aveva tentato il suicidio inconsapevole di ciò che stesse facendo, evidentemente anche per Seiko valeva la stessa cosa, giacché comunque quest'ultima non era il tipo che si arrendeva, riuscendo quindi a convincere di ciò anche la compagna.
Dunque i due decidono, a malincuore, di lasciare lì il corpo della compagna, e di procedere rapidamente alla ricerca di Yuka, ma dopo essere scesi al secondo piano Naomi, a causa del dolore al collo per il cappio, perde conoscenza; così Satoshi la porta in Infermeria e, mentre la ragazza, riposa su uno dei lettini, decide di procedere nella sua ricerca della sorella da solo, ma non appena arriva nel luogo dove dovrebbe trovarsi il corridoio che porta alla passerella per la seconda ala dell'edificio, trova solo una parete.
La scena si sposta su un flashback su Kizami e Kurosaki, da bambini: quest'ultimo mostra un criceto all'amico, il quale lo deride e gli dice che la vita dell'animaletto è indegna, e così lo prende nelle sue mani, e si accinge ad ucciderlo con un coltello, affermando che non c'è cosa più bella che assistere alla fine di una vita, ma prima che possa farlo sopraggiunge la sorella che lo ferma e lo sgrida; il bambino allora, infuriato per essere il minore dei suoi fratelli e per essere sempre maltrattato, afferma che se avesse avuto un fratello minore non avrebbe agito nel modo con cui si comportano i suoi due fratelli maggiori, ma lo avrebbe ascoltato e rispettato. D'improvviso Kizami si riprende dai suoi ricordi sentendo urlare Yuka, che corre fuori dal bagno rapidamente; quando le chiede cos'è successo, la ragazza, tremante, non riesce a rispondergli, così egli va direttamente a verificare e vede tutti i bagni pieni di corpi impiccati alla vista dei quali, dopo un'iniziale stupore, egli inizia a sghignazzare compiacendosi nel vedere tutte quelle vite spezzate.
Nel frattempo Ayumi, tornando dalla seconda ala, non appena giunge nell'edificio principale incrocia il fantasma col vestito rosso (che precedentemente sia Naomi e Seiko, nel primo capitolo, sia Satoshi e Yuka, nel terzo, avevano visto) e lo segue. Vagando per l'edificio, torna nell'Infermeria e riprende la bambola, e quando giunge al primo piano, quest'ultima inizia ad emettere strani rumori, come se stesse piangendo. In seguito, entrando nella classe 2A, trova Naho Saenoki, e furiosa le urla di essere una bugiarda perché ciò che le aveva consigliato non era servito per salvare Mayu. In quel momento arriva nella stanza Yoshiki, alla vista del quale ella rimane molto sorpresa, e gli chiede cosa gli fosse successo, vedendo la ferita sanguinante alla testa, ed il ragazzo dopo avergli raccontato di essere stato colpito da dietro e di essersi ritrovato in una misteriosa stanza ove vi erano i bambini-fantasma e l'uomo col martello, aveva perso conoscenza e si era risvegliato nel corridoio poco distante dalla classe. Naho, a questo punto, risponde di non aver mentito e che l'uomo col martello che lo ha colpito da dietro è proprio il fantasma di Yoshikazu, e quindi propone ad entrambi di cercare i resti di quest'ultimo e di restituirgli la bambola per calmare la sua furia; dopo aver detto ciò, tuttavia, Naho inizia a comportarsi in maniera strana prima di sparire nel nulla. Poco dopo, i due ragazzi riprendono l'esplorazione e, giunti di nuovo nei pressi delle scale la bambola ricomincia ad emettere rumori e dà delle coordinate, e i ragazzi, seguendole, sotto ad un listone trovano un sacchetto, dentro il quale, con raccapriccio, scoprono vi è una lingua; la bambola, quindi, dice ad essi di restituirla al proprio legittimo proprietario, che, secondo la targhetta del sacchetto, è uno studente della Heavenly Host chiamato Ryou Yoshizawa, che Ayumi intuisce essere il fantasma del bambino; successivamente, quindi, lo trovano nell'infermeria e gli restituiscono la lingua, e così questo, dopo averli ringraziati, sparisce.
Pochi attimi dopo la scomparsa di quello, si crea un tremendo terremoto che arriva perfino nello spazio chiuso di Satoshi, il quale si riprende dal senso di sconforto in cui era caduto, e decide di tornare da Naomi, e mentre si accinge a farlo, vede il fantasma col vestito rosso, e tentando di seguirlo, giunto al primo piano trova il telefonino di Seiko, notando che quest'ultima ha scritto un messaggio per Naomi prima di morire. Nel frattempo quest'ultima riposando nell'Infermeria fa un sogno in cui l'amica inizialmente le dice di lasciarla lì, dato che ora ci sarebbe stato Satoshi ad occuparsi di lei, e che è pronta ad affrontare il suo destino, ma in seguito, dopo averle chiesto ed ottenuto un bacio, scoppiando a piangere, urla che non vuole morire, che vuole stare assieme a lei per sempre. In seguito la ragazza si sveglia ed uscendo dall'Infermeria viene raggiunta da Satoshi, che le racconta del cattivo esito della sua ricerca della sorella, mentre Naomi, alla domanda del perché non lo avesse atteso nell'Infermeria, gli rivela che ha paura di rimanere lì perché precedentemente (nel primo capitolo) è stata assalita da un'ombra. In seguito, dopo aver trovato una chiave, entrano nella stanza del custode dove trovano una videocamera attaccata ad una tv; entrambe, tuttavia, sono fuori uso e Satoshi non può usarle per vedere il contenuto della cassetta trovata; in compenso trovano un altro articolo della rivista “ Strano ma Vero: Storie dell'Occulto” di Kou Kibiki. In esso viene raccontata maggiormente nel dettaglio la storia di Yoshikazu Yanagihori, in cui si rivela che egli era un professore serio e sempre dedito ai suoi doveri, finché a causa della sua misteriosa malattia ha iniziato a perdere l'uso della parola, perdere sempre di più sanità mentale e a comunicare solo attraverso lamenti.
Nel frattempo Yoshiki e Ayumi, dopo aver seguito altre coordinate dalla bambola e aver recuperato una chiave di carica, con la quale sbloccano una leva, e giungono negli spogliatoi della scuola. Una volta usciti fuori nella piscina, Yoshiki, preoccupato per le condizioni della compagna, le consiglia di tornare dentro per evitare di buscarsi qualcosa a causa dell'incessante pioggia, e che se la sarebbe cavata da solo. Ma dopo aver trovato la chiave per la sala macchine, dopo aver sentito un tonfo provenire dalla piscina, e dopo esser tornato rapidamente indietro per cercare Ayumi, comprende che ella è finita in essa, e così prende coraggio e si tuffa nelle putride acque e la porta in salvo. Quando poi le chiede perché mai fosse saltata nella piscina, la ragazza afferma che aveva udito la sua voce chiamarla, ma che poi si era ritrovata improvvisamente lì dentro. E così dopo essersi sciacquati con la pioggia le divise dal putridume e il tanfo, nella sala macchine prosciugano la piscina e all'interno del rubinetto della stessa trovano un altro sacchetto contenente una lingua, e sulla targhetta dello stesso vi è il nome di Tokiko Tsuji. Tornando nella scuola, essi quindi scoprono che la lingua appartiene al fantasma della bambina priva della parte superiore del cranio e la restituiscono alla stessa. In seguito la bambola ricomincia ad emettere rumori ed afferma che il prossimo oggetto che devono recuperare si trova proprio sotto il pavimento ai piedi del muro ove si è schiantata Mayu e dove vi sono il suo sangue e i pezzi del suo corpo; dopo ciò Ayumi scaglia via la bambola, che inizia a ridere fragorosamente, e inizia a disperarsi al pensiero di dover far ciò. D'improvviso, però dalle scale arriva Morishige il quale, consegna loro un altro sacchetto e rapidamente va via, continuando la ricerca di Mayu, e riferendo di aver incontrato Satoshi e che quest'ultimo ha raccomandato di riunirsi tutti nell'aula 1A; i due, interdetti alla vista delle sue mani completamente insanguinate, analizzando il contenuto trovano un'altra lingua, appartenente all'ultimo dei tre bambini-fantasma: la bambina privo di occhio sinistro, Yuki Kanno; subito dopo aver restituito l'ultima lingua, vi è l'ennesimo violento terremoto durante il quale i due svengono.
Al loro risveglio Yoshiki ed Ayumi, con sommo stupore, si ritrovano nella loro classe alla Kisaragi Academy; ma l'iniziale euforia viene presto sopraffatta quando essi capiscono che sono gli unici ad essere tornati nel mondo reale, e quando, d'improvviso, il pavimento viene inghiottito da una marea di figure nere e lugubri, dalle quali fuoriesce il fantasma di Yuki. Ella dice loro che, nonostante questi ultimi avevano restituito loro le lingue e fatto sentire, attraverso la bambola, il pentimento dell'assassino, ciò non basta per poterlo perdonare. Ella quindi esprime il suo dispiacere per le crudeltà commesse, senza la reale volontà di farlo ma, come specificato anche dalla stessa Ayumi, causate dal fatto che coloro che vanno incontro ad una morte violenta, sono vinti dal risentimento e come fantasmi essi sono indotti a compiere azioni cruente e violente che vanno anche contro la loro vera natura, ed afferma che proprio per ringraziarli per aver ridato loro le lingue, li ha riportati nel loro mondo; quando, tuttavia, Ayumi le chiede di fare lo stesso con gli altri amici intrappolati ancora nella Heavenly Host, Yuki afferma che ciò è impossibile dato che seppure ora i tre fantasmi hanno riacquistato il controllo della propria mente, il dolore e l'afflizione delle tante vittime inghiottite in quella scuola hanno riempito ogni angolo della stessa e hanno spinto spiriti come loro ad uccidere qualsiasi sfortunato malcapitato colmi di un enorme e cieco impulso violento, e che ella non tarderà a tornare ben presto in tali condizioni. Il fantasma afferma che vi è comunque un modo per riportare al mondo reale tutti i loro amici: devono tornare nella scuola, cercare di riunire tutte le quattro vittime del rapimento e purificare le loro anime (considerando che, appunto, ben presto lei e gli altri due fantasmi sarebbero tornati violenti e sanguinari), così il sistema di spazi chiusi si romperà e loro potranno scappare dalla Heavenly Host. Quando poi Ayumi le chiede il perché i loro precedenti tentativi sono falliti, e cosa vi è di cui ancora sono all'oscuro, il fantasma le prende la mano e decide di mostrarle direttamente ciò. Ella le fa rivivere, attraverso il suo punto di vista, il momento dell'omicidio. Ayumi, stesa al suolo nel seminterrato della scuola, con le mani e le gambe legate, guardandosi attorno vede le altre vittime, stese e legate anch'esse, allineate a fianco a lei; d'improvviso la sua vista viene oscurata da una benda e, dopo ciò, ella inizia a sentire le urla strazianti e disumane dei poveri bambini che, uno dopo l'altro, vengono uccisi (le modalità sono specificate nell'articolo di Kou Kibiki che, contemporaneamente, Satoshi e Naomi stanno leggendo: il primo ad essere ucciso è Ryou che viene pugnalato con le forbici innumerevoli volte, a tal punto che anche i suoi organi vengono lesionati, mentre la seconda è Tokiko, che viene colpita così tante volte al cranio con le forbici, che tutta la parte superiore alla mandibola viene staccata). Arrivato il turno di Ayumi/Yuki, ella, una volta che le viene tolta la benda scopre, con enorme stupore, che l'assassino non è Yoshikazu, ma bensì Sachiko Shinozaki, la bambina “sopravvissuta”, che con un ghigno malefico, brandendo le forbici, inizia a colpirla innumerevoli volte all'occhio sinistro, tra le sue urla di dolore atroce e insopportabile, finché, come specificato nell'articolo, il bulbo oculare non viene distrutto ed ella muore lentamente per dissanguamento. Il capitolo si chiude quindi con Kibiki che, dopo aver descritto scioccato gli omicidi delle tre vittime, alle quali poi viene tagliata anche la lingua, dopo aver manifestato la propria compassione per Sachiko che, a soli 7 anni, era stata costretta ad assistere ad una scena simile, sottolinea anche la stranezza del suo caso: dopo essere stata liberata, lei e la sua famiglia non si erano soltanto trasferiti in un'altra prefettura, ma sembravano addirittura spariti dalla circolazione, dato che neanche i mezzi d'informazione e i mass media sembravano essersi curati di scoprire la sua storia, avvolta quindi tuttora nel mistero. Nell'articolo, inoltre, egli esprime la sua perplessità sul risultato delle indagini della polizia che hanno visto in Yoshikazu il rapitore e il solo ed unico assassino, considerando il carattere di quest'ultimo che, secondo le testimonianze dei familiari e degli amici era stato un uomo sempre così buono e gentile, che non aveva mai fatto male ad una mosca, ed arriva quindi addirittura ad intuire che non può essere stato il perpetratore del rapimento e delle uccisioni, e che vi è qualcosa di ancor più profondo ed oscuro sotto, ma che, a causa del fatto che la Heavenly Host è stata demolita e sulla quale è stata ricostruita la Kisaragi Academy, egli non può scoprire. Infine egli afferma che comunque grazie al suo “pupillo”, che ha trovato un modo per “rendere l'impossibile, possibile”, egli può continuare le sue ricerche per risolvere l'enorme mistero legato a quel caso, e preparare quello che, egli afferma, sarà “lo scoop di una vita”.

### Quinto capitolo
Il capitolo si apre con la continuazione del violento omicidio di Yuki da parte di Sachiko, che continua ad infliggere colpi nel suo occhio con inaudita ferocia e sete di sangue, tra le urla di Ayumi che rivive la scena e l'insopportabile dolore provato dalla povera vittima, finché quest'ultima non muore e le viene tagliata la lingua.
Yuka, intanto, avendo notato il carattere inquietante e folle di Kizami, gli dice di potersela cavare da sola nella ricerca del fratello; quest'ultimo a questo punto afferma che è lui suo fratello e, con un sorrisaccio, continua dicendo che dato che non vi è alcuna via d'uscita dalla scuola, le dice che lo sarà fino alla fine dei loro giorni, e mentre la ragazzina si appresta a scappare, quello la avvisa che al piano di sotto “è successo qualcosa di terribile”. Arrivata lì, effettivamente Yuka trova Kurosaki ancora vivo ed agonizzante al suolo, in una pozza di sangue, e mentre tenta di medicarlo, nonostante le avvisaglie anche di quest'ultimo, non si accorge di Kizami che sta arrivando dietro di lei, e così quello la colpisce con un violento calcio allo stomaco facendole perdere conoscenza tra le convulsioni; mentre si dirige verso di lei per ucciderla, Kurosaki riesce a distrarlo chiedendogli scusa perché, seppure suo migliore amico, non ha mai fatto nulla per fermarlo; il giovane allora lo deride dicendo che, per lui, non è mai stato un amico, e così sogghignando, gli si avvicina dicendo di voler sapere cosa avrebbe dovuto fare per fermarlo; quello, allora, gli tira un pugno, e gli dice di essere un codardo perché sa solo incolpare gli altri di tutto, quando in realtà erano tutti suoi amici e nessuno ha mai cospirato contro di lui. Non appena Yuka si risveglia, è costretta ad assistere alla vista del corpo orribilmente mutilato del ragazzo e Kizami, girandosi verso di lei, con un sorriso malefico le dice di non preoccuparsi, perché non avrebbe permesso ai fantasmi di ucciderla, giacché ci avrebbe pensato direttamente lui; la ragazzina quindi, terrorizzata, intraprende una fuga dalla furia omicida di quello per i corridoi dell'edificio, che continua persino nell'ala principale della scuola, fin quando, giunti nei pressi dall'Infermeria, dalla stessa uscirà Yoshikazu che lo colpirà da dietro con il martello e lo trascinerà all'interno.
Nel frattempo Morishige, dopo aver vagato per i corridoi della scuola in cerca della sua Mayu, decide di riposarsi in un angolo, e, preoccupato per le sorti di questa, riporta alla mente un dialogo tra loro due, dopo il quale ammette che in realtà il vero motivo per cui la sta cercando non è perché vuole offrirle protezione dai pericoli, ma piuttosto perché è lui ad aver bisogno di lei e di rivederla, perché quest'ultima, come afferma, ogni volta che gli sorrideva e lo salutava chiamandolo con il soprannome Shig, "gli salvava la vita". Così, per tirarsi su, ricomincia a guardare le foto fatte ai cadaveri col telefonino, ed in particolare rimane ad ammirare strabiliato la foto fatta al corpo fatto a pezzi, che quando scoprirà appartenere a Mayu (sarà la voce proprio dello spirito di quest'ultima a rivelarglielo), lo indurrà alla disperazione e la pazzia.
Nella scena successiva, Satoshi e Naomi, dopo aver letto l'articolo, si risolvono di cercare Sachiko per riuscire a capire come mai, nonostante ella non sia morta lì, vaghi come fantasma per la Heavenly Host assieme alle altre vittime, ma vengono sorpresi da un violento terremoto che fa crollare pezzi di soffitto, uno dei quali colpisce alla testa il ragazzo, facendolo svenire.
Intanto Ayumi, ritornando in sé e, ancora memore dell'enorme sofferenza e paura provata, corre nelle braccia di Yoshiki ed inizia a piangere a dirotto e, dopo essersi calmata, gli rivela tutta la verità sul caso del rapimento dei bambini e che quindi Sachiko è l'unica mandante delle uccisioni, mentre coloro che credevano fosse l'omicida era solo un complice. Così la ragazza chiede a Yuki di riportarli nella Heavenly Host affinché possano avvisare di ciò anche gli altri compagni ed evitare che possano essere catturati da Sachiko; nonostante quella la mette in guardia che, a causa delle condizioni in cui versano gli spazi chiusi, con molta probabilità una volta che li avrebbe riportati nella scuola maledetta, non sarebbe riuscita a riportarli indietro, la ragazza rimane ferma nella sua decisione riuscendo a convincere anche Yoshiki. Tornati nella Heavenly Host, il fantasma della bambina dà loro una statua, dicendo di consegnarla a Satoshi e gli altri, e di trovarne un'altra simile, e avvisandoli che gli spazi chiusi stanno collassando, afferma che l'unico modo che hanno per fermare Sachiko è che riescano a toccare la sua umanità e purificare la sua anima; infine, prima di scomparire, avvisa loro che la sua mente sta già cominciando a tornare sotto l'influsso della maledizione, e che quindi, la prossima volta che la rivedranno, dovranno scappare.
Poco dopo aver ricominciato a vagare per il luogo, Ayumi trova il tesserino d'identità di Naomi, ma quando lei e Yoshiki tenteranno di chiamare il suo nome, non ottengono alcuna risposta; la ragazza infatti è ancora nell'Ufficio del Custode con Satoshi, che nel frattempo ha ripreso conoscenza e mentre la ragazza ne verifica le condizioni, d'improvviso la televisione si accende e fa partire la videocassetta che avevano introdotto nella videocamera. Il video mostra Kou Kibiki e il suo amico camera-man Shougo Taguchi nei corridoi della scuola, al quale l'uomo ordina di filmare tutto quello che vede affinché possano ottenere un documentario che potrebbe, come afferma, far rinascere l'immagine del genere dell'occulto; alla vista dei corpi sparsi per la scuola, tuttavia, Taguchi inizia a spaventarsi e chiede all'amico di andarsene da quel lugubre luogo sfruttando la “ via d'uscita” che diceva di conoscere; ma mentre Kibiki sta per rivelarla, l'amico inizia ad urlare affermando di aver sentito voci di bambini e subito dopo corre all'inseguimento di qualcosa che dice di aver visto, finché non inciampa; il video quindi termina con Kibiki che rimane lì, con la telecamera in mano, mentre Taguchi continua a scappare urlando. I due ragazzi quindi, dopo che Naomi nota che l'uomo, prima di chiudere il video, era alla ricerca di un nuovo nastro, decidono di partire alla ricerca di questa seconda videocassetta. Non appena escono fuori, dall'altra parte di un enorme squarcio apertosi sul pavimento del corridoio, vedono Yoshiki e Ayumi. Le due coppie, dopo essersi raccontate l'un l'altra dei compagni che hanno visto morire e delle informazioni raccolte, decidono di continuare le loro ricerche separate degli amici rimanenti, di un modo per purificare l'anima di Sachiko, e di scoprire qualcosa in più di questa cosiddetta “ via d'uscita” citata nel video. Così Satoshi e Naomi, tornando alla ricerca di Yuka, giungono finalmente nella seconda ala della Heavenly Host; qui, dopo aver scoperto il corpo mutilato di Kurosaki, trovano anche le scarpe di Yuka, alla vista delle quali il giovane teme il peggio. La ragazzina, nel frattempo, si risveglia in un corridoio della scuola, dove si imbatte in Sachiko, e vedendola inizialmente afferma che, a differenza degli altri fantasmi, quest'ultima non sembra incuterle timore; a sentir ciò lo spettro scoppia a ridere e, con una spaventosa voce, esclama che le stritolerà il collo solo per il gusto di sentirla dimenarsi, e alle urla di quella, il fantasma scoppia in un'altra fragorosa risata.
Nel frattempo Satoshi e Naomi trovano il telefono insanguinato di Morishige, e vedendo il video registrato su di esso, scoprono che quello, in preda alla più totale follia, si è suicidato fracassandosi la testa colpendo continuamente una finestra ridendo e urlando freneticamente, e chiamando il nome di Mayu. Tornati all'entrata dell'edificio, qui trovano Yuka che, alla vista del fratello, che si scusa con lei per averla lasciata sola ed indifesa ai pericoli di quella scuola, scoppia a piangere. Satoshi, quindi, dopo averle chiesto se è capace di rialzarsi, nota che dalle sue tasche cade una videocassetta, che si rivelerà il seguito del precedente nastro; e, quindi, tornati nella stanza del custode, introducono il DV nella videocamera e ne vedono il contenuto: un Kibiki oramai esausto che rivela agli spettatori della cassetta “ la via d'uscita”, che consiste nel ripetere il  Sachiko After Charm correttamente, ripetendo una sola volta “ Sachiko ti preghiamo” per ogni partecipante, più un ulteriore volta (per Sachiko) per poi riunire i pezzi della sagoma di carta; dopo ciò, tuttavia, compare Naho che, ripetendo con voce posseduta e lugubre il suo nome, lo inseguirà e, tra le urla dell'uomo, lo aggredirà. Dopo aver visto sconvolti ciò, i tre, aprendo il ripostiglio dietro la televisione trovano i corpi decomposti di entrambi. D'improvviso Naomi chiede a Satoshi se nel fondo di esso vi fosse qualcosa; il ragazzo inizialmente non trova nulla ma poi, scrutando meglio, come suggerito dalla ragazza, trova un'apertura nel muro dietro la quale vi è un'altra stanza; così quando il ragazzo, perplesso, le chiede come faceva a saperlo, questa risponde di non averne idea, che aveva avuto solo una sensazione. Arrivati in fondo a tale stanza, essi scoprono una scala che porta ai bagni femminili, ed in particolare, nella cabina dove si è impiccata Seiko. Naomi, a questo punto, scoppia a piangere e ricomincia ad incolpare se stessa del suicidio dell'amica, respingendo i tentativi di Satoshi di cercare di calmarla e di smentirla, finché questo non le consegna il telefonino e le fa leggere il messaggio che Seiko stava per spedirle; in esso la ragazza si scusa con lei per il litigio di prima, e le dice che sarebbero riuscite ad andarsene da quella scuola insieme, e le dà appuntamento al salone d'entrata della scuola. Dopo aver letto tale messaggio Naomi finalmente si convince che non è colpa sua, ma subito dopo, verificando se tutti e tre hanno con loro i propri pezzi della sagoma, scopre di aver smarrito il proprio (che si trovava all'interno della tessera d'identità) e così torna a farsi prendere dal panico affermando che non sarebbe riuscita mai ad andarsene e sarebbe rimasta da sola lì per sempre. Satoshi e Yuka, alla fine, riescono a calmarla, rassicurandola che avrebbero cercato assieme il suo pezzo di sagoma, e che se non lo avessero trovato, non l'avrebbero abbandonata lì.
Nel frattempo Yoshiki ed Ayumi, riprendendo la ricerca, trovano l'agenda di Naho Saenoki, in cui questa era solita scrivere gli articoli che poi postava sul proprio blog dell'occulto, e nello specifico trovano materiale riguardante la Heavenly Host School, tuttavia incompleto a causa della mancanza di alcune pagine. I due quindi partono alla ricerca di tutte le pagine mancanti del notebook, nelle quali, a mano a mano, vengono a scoprire maggiori dettagli sulla storia di Naho, sul rituale Sachiko After Charm e sul suo rapporto con Kou Kibiki. Viene infatti rivelato che quest'ultimo è il suo mentore, ed è lei quindi il “pupillo” che ha permesso all'uomo di poter indagare sul caso dei bambini rapiti e scomparsi direttamente nel luogo del delitto. Ella ha, infatti, di proposito scritto nel proprio blog il procedimento errato per compiere il rito affinché Kibiki potesse arrivare nella Heavenly Host, ma questo, per non metterla in pericolo, mentre lei è intenta fare un esame scolastico, parte a sua insaputa con l'amico Taguchi; quindi Naho, una volta scoperto ciò, coinvolge l'amica Sayaka (infatti, per poter essere compiuto, al rito devono partecipare almeno due persone) e segue il mentore nella scuola. La ricerca però si rivela vana, e col passare del tempo il suo forte spirito ha cominciato a cedere alla maledizione della scuola e, nelle sue ultime parole prima che la sua mente fosse del tutto inghiottita nell'oscurità, riportate nelle ultime pagine del notebook, ella esplicita il suo amore per Kibiki.
Una volta trovate tutte le note, giunti nella biblioteca, si imbattono nel fantasma di Naho, alla quale Ayumi dapprima spiega la verità sugli omicidi delle tre vittime, poi, indispettita dall'atteggiamento arrogante e sbeffeggiante di quella, la accusa di essere l'unica causa per cui innumerevoli ragazzi che hanno seguito il procedimento errato scritto nel suo blog, hanno perso la vita in maniera violenta e ingiusta tra quelle mura; Naho, seccata, risponde che ne è ben consapevole, ma che lei l'ha fatto solo per il suo amato Kibiki, e che piuttosto è colpa di quelli che hanno creduto alle cose scritte sul suo blog che sono stati così stupidi da abboccare alle cose scritte in esso, e quindi afferma che, per quel che le riguarda, possono benissimo andare “a decomporsi in un angolo”. Ayumi, ripugnata da quelle parole, la accusa di essere una persona orribile, e quando ella, per difendersi, dice che semplicemente difende il lavoro del suo mentore, la studentessa le rivela che nei suoi ultimi attimi di vita era stata proprio lei a porre fine alla vita dell'amato mentore. Ascoltato ciò Naho rimane scioccata e, disperata, inizia ad urlare e, dopo aver sputato l'oscurità che si era impossessata di lei, sparisce nel nulla e al suo posto appare l'altra statua menzionata da Yuki. I due gruppi si incontrano di nuovo e si scambiano le nuove informazioni raccolte, poi Ayumi consegna a Satoshi l'altra statua, e a Naomi il tesserino d'identità. Una volta poste le statue su due altarini, tra questi si apre una parete, che li conduce in un misterioso e sconosciuto corridoio, in fondo al quale vi è una porta. Qui Naomi e Yuka vengono colte da un improvviso e violento mal di testa, costringendo Satoshi ad andare avanti da solo, e, sollecitato da una voce, varca la porta e si ritrova nell'Infermeria. All'interno della stanza, d'improvviso, vede apparire il fantasma di una donna, e dopo essere stato paralizzato incrociandone lo sguardo, ripresosi prende un vecchio diario dalle pagine gialle dalla scrivania, e, mentre lo spettro appare col collo spezzato e inizia a pronunciare frasi colme di risentimento, egli rapidamente scappa con le due ragazze via da quel posto. In seguito iniziano a leggere il libro e si rendono conto che esso appartiene a Yoshie Shinozaki, la madre di Sachiko, in cui, post mortem, ha descritto la sua morte: ella era l'infermiera della Heavenly Host School che il 19 luglio 1953, in seguito ad un tentativo di stupro da parte del preside Takamine Yanagihori, viene prima inseguita e poi spinta da quest'ultimo giù per le scale, e nell'impatto col suolo, muore spezzandosi il collo. Al delitto assiste la piccola Sachiko, che, divenuta quindi un testimone scomodo, viene inseguita e successivamente strangolata dall'uomo, che poi la sotterra nel seminterrato della scuola. I due omicidi vengono, in seguito, fatti passare l'uno come un incidente, e l'altro come un misterioso caso di sparizione di cui nessuno sembra essersi accorto. In seguito a ciò, l'animo di Yoshie diviene colmo di afflizione e rabbia, e spinge Sachiko, resuscitata 20 anni dopo, con l'aiuto di Yoshikazu,  a cominciare ad uccidere persone in modo che la madre possa avere la compagnia delle anime di queste e non si senta più sola. Tra le pagine del diario si vede, inoltre, il contrasto nell'animo della donna che, da una parte è contraria a ciò che la figlia sta facendo e la supplica di smettere di spezzare tante vite innocenti, dall'altra, cavalcando la rabbia per ciò che le è stato fatto, maledice Takamine e tutto il suo albero genealogico, e giustifica le azioni di quella, affermando che gli esseri viventi le avevano uccise, e, quindi, chiunque uccide un altro essere umano merita ciò. Ben presto ella, però, si rende conto che la bambina non sta uccidendo più per lei, ma solo per il macabro piacere di farlo, e che in seguito alla chiusura della scuola, a causa dell'uccisione dei tre bambini, la bambina continua a vagare per i corridoi della scuola ed uccidere chiunque entrasse e capitasse a tiro; nonostante ciò la madre afferma, infine, di avere solo il desiderio di poterla riabbracciare.
Nel frattempo Yoshiki e Ayumi giungono in una misteriosa classe, sul cui pavimento è disegnato un grande cerchio magico  e qui la ragazza rimane bloccata; in quel momento giunge Ms. Yui, felice di rivederla viva dopo tutto quel tempo alla sua ricerca. Durante il dialogo tra le due un violento terremoto fa inclinare gran parte del pavimento della stanza e rischia di farle cadere giù; la prof, quindi, aiuta la studentessa a salvarsi facendola arrampicare sul proprio corpo e mentre Yoshiki, che nel frattempo era andato avanti uscendo fuori dalla stanza, torna nella stessa tentando di aiutare la compagna a tirarla su, d'improvviso si forma un altro violento terremoto. La professoressa, quindi, ordina loro di lasciarla lì, poiché il pavimento avrebbe ceduto da un momento all'altro e dopo aver detto al giovane di prendersi cura della compagna, a quest'ultima raccomanda di essere forte. Usciti dalla stanza, lasciando la povera prof al proprio destino, i due giungono nei pressi dell'inceneritore, vicino al quale vedono per qualche attimo il fantasma del preside e,all'interno di esso, intravedono la figura di Sachiko; osservando una luce provenire dal fondo dell'inceneritore, i due decidono di entrare all'interno, e dopo aver avanzato nel buio e nella cenere, la bambina intima loro di tornare indietro, ma poiché essi non la ascoltano, ella, ridacchiando, li tramortisce.
Naomi e i fratelli Mochida nel frattempo, recandosi nella seconda ala della scuola, sulla passerella tra le due parti dell'edificio, assistono sconcertati alla scena del suicidio del preside, l'anima del quale non può trovare pace a causa del delitto commesso, e lo induce quindi a rivivere il momento della sua morte continuamente. In seguito essi, dopo aver trovato la chiave nel punto in cui egli continua ad atterrare, giungono nella sua stanza, che scoprono essere piena di ofuda e, in uno dei cassetti della scrivania, trovano un sacchetto insanguinato. Alla vista del contenuto Satoshi cade in trance, e assiste ad un flashback in cui il preside, esasperato dai continui incubi indotti dalla maledizione lanciatagli, riesuma il corpo di Sachiko e le taglia la lingua affinché ella non avesse modo di dire a nessun altro ciò che egli aveva fatto. Tornato alla realtà, quindi, il giovane rivela alle ragazze che all'interno del sacchetto vi è la lingua di Sachiko. In seguito, i tre trovano un passaggio segreto nella parete dietro la scrivania nel quale trovano una scala, ritrovandosi nel seminterrato della scuola. Vagando per i lunghi ed intricati tunnel sotterranei, ad un certo si imbattono in Taguchi che però, non appena vede Naomi, scappa via urlando. Successivamente mentre ispezionano un'agghiacciante stanza, piena di strumenti e di secchi colmi di sangue e materiale organico, odono dei passi giungere nella loro direzione e così, rapidamente si nascondono sotto al grosso tavolo di torture; da lì vedono prima arrivare il giovane camera-man, che ancora in fuga si nasconde dentro un armadietto di metallo, e in seguito Yoshikazu che, dopo aver catturato e colpito a morte Taguchi, scaraventa al suolo il corpo di Seiko ed inizia a trascinarlo via. Naomi, allora, adirata, parte all'inseguimento dell'uomo seguendo le tracce di sangue provenienti dal corpo dell'amica, e i fratelli Mochida cercano di seguirla, ma ne perdono le tracce.
In seguito finalmente si rincontrano con Ayumi e Yoshiki, mentre questi stanno uscendo da una stanza buia piena di corpi, in cui si erano risvegliati, e da essi vengono a scoprire della morte di Ms. Yui; dopo un'iniziale senso di angoscia e tristezza, prendono coraggio e, per la loro prof, si dirigono verso l'ultimo ostacolo dal loro ritorno a casa. Infatti, giunti in un ultimo ambiente del sotterraneo ove vi è una porta, dal nulla compare Yuki che, ancora lucida mentalmente, li avvisa che nella prossima stanza avrebbero trovato il luogo in cui è seppellita Sachiko e di tenersi quindi pronti ad escogitare qualcosa per purificare l'anima di quest'ultima; Satoshi, preoccupato per le sorti di Naomi, esclama che non possono lasciarla lì, e il fantasma afferma che essi non potevano farci nulla, dato che in quel momento la loro compagna era intenta combattere i suoi “demoni”. Il gruppo di ragazzi dunque avanzano nella stanza e non appena arrivano dinnanzi alla fossa di Sachiko, odono improvvisamente la voce di quest'ultima che, furiosa, ordina loro di non avvicinarsi e di andarsene subito via, ma ai tentativi di Satoshi di cercare di calmarla e di toccarle il cuore, ella risponde dando sfogo alla sua rabbia, paralizzandoli tutti.ella, infatti, nel frattempo,
Intanto Naomi, giunta in una stanza dove vi è una televisione, dopo che questa, senza preavviso, si accende al suo arrivo, assiste alle immagini della cassetta che poco prima Yuka aveva trovato. In esso Taguchi, mentre comunica alla telecamera che sta continuando a filmare, come richiestogli da Kibiki, ode d'improvviso delle urla provenire dal bagno delle donne, e qui egli assiste ad una terribile scena: Naomi, impossessata dall'oscurità (darkening), che prima mette il cappio al collo di Seiko poi, mentre quest'ultima disperatamente le supplica di ritornare in sé, calciando il secchio ai suoi piedi, la impicca al soffitto. Il camera-man, ad assistere a tale scena rimane scioccato e terrorizzato e scappa via, seguito dalla giovane studentessa ancora impossessata. Intanto Sachiko, una volta paralizzati tutti, inizia a colpire con le forbici Yuka, finché, dal nulla compare la parte dell'anima della bambina ancora buona, alla quale Satoshi offre la lingua e il gatto-peluche che la madre le aveva regalato. In tal modo essi riescono a calmare il suo spirito, e, arrivata anche Naomi,  attuando il rito Sachiko Ever After al contrario, riescono ad esorcizzarla. A questo punto compare Yuki che afferma che la porta tra la dimensione della Heavenly Host e quella del loro mondo è temporaneamente aperta, e suggerisce loro di sbrigarsi prima che la scuola, che sta già creando una nuova Sachiko, torni nel suo sistema di spazi chiusi. In seguito ad un terremoto, durante il quale su Yuki compare il vestito rosso precedentemente appartenuto a Sachiko, i ragazzi intraprendono una rapida fuga per i corridoi della scuola, finché non arrivano fuori dalla passerella tra le due ali della scuola e, scavalcando la ringhiera fanno finalmente ritorno nel loro mondo.
Dopo qualche momento di felicità per avercela fatta, nei ragazzi cala enorme tristezza a pensare al triste destino a cui Seiko, Mayu, la prof Yui e Morishige sono andati incontro. Ma la cosa ancor più terribile è quando, il giorno dopo, scoprono che l'esistenza di questi ultimi è stata cancellata dalla storia e dalle memorie di tutti i loro compagni di scuola, gli amici e i familiari, e quindi solo i 5 sopravvissuti possono ricordarli.
Intanto Naomi, dopo aver chiesto a Satoshi di trattenersi in classe, gli racconta la verità sulla morte di Seiko e di quel che è successo dopo aver visto il video: ella, infatti, dopo aver scoperto del tremendo delitto commesso, inizia a disperarsi e perdere sempre di più la forza di vivere, lasciandosi inghiottire lentamente dall'oscurità, con la certezza che Seiko deve odiarla per ciò che le ha fatto. Mentre però sta per perdere conoscenza, sente il suo cellulare emettere uno squillo, e, prendendolo scopre che ha ricevuto lo stesso sms che Seiko le aveva scritto prima; e così mentre la ragazza continua a lasciarsi attraversare da pensieri negativi, dai sensi di colpa e dall'afflizione, l'amica continua a spedirle lo stesso messaggio per farle capire che non le serba rancore e che vuole che ella stia bene e riesca a scappare da quel posto, così riuscendo a trarla in salvo. Il capitolo, e quindi il gioco, si conclude con Naomi che, dopo aver chiesto a Satoshi se Seiko è realmente esistita, scoppia a piangere al pensiero che non potranno più rivedere gli amici e i compagni che hanno perso la vita in quelle maledette mura e, in particolare, non potrà più rivedere la sua amata amica, chiedendo di poterla rivedere almeno un'ultima volta.

### Finale alternativo
Esiste un finale nel quinto capitolo del videogioco che, al contrario dei Wrong End non porta ad un game over, bensì ad una conclusione differente della storia. Se si sceglie di accompagnare Yuka nel bagno dei rifugio anti-atomico, questa rivelerà al fratello che lei, in effetti, ha una cotta per qualcuno. Satoshi pensa si tratti di un suo compagno di classe, ma non riesce a farsi dire il nome.
La trama continuerà come nel finale originale, ma al contrario di esso, Naomi non si ricongiungerà agli altri nel momento della purificazione di Sachiko. Il gruppo di amici rincontrerà la ragazza nel momento in cui raggiungerà la passerella che collega le due ali della scuola, tuttavia c'è qualcosa di diverso in ella. Questa, infatti, non è riuscita a vincere i suoi sensi di colpa, cadendo di nuovo vittima dell'oscurità. Satoshi, non rendendosi conto di ciò, si dirigerà verso la ragazza, lieto di averla ritrovata, ma, un momento prima di avvicinarsi, appare Yoshikazu alle sue spalle, con l'intenzione di ucciderlo. Nel tentativo estremo di salvare il fratello, Yuka si frappone tra l'aggressore e lui, venendo colpita al suo posto. A quel punto, il fantasma del figlio del direttore e Naomi scompaiono, lasciando i ragazzi da soli che cercano di consolare la bambina. Con le sue ultime forze, la piccola rivela al giovane che gli ha mentito e la persona di cui è innamorata è proprio Satoshi e non inteso come un amore puramente fraterno. Gli chiede, allora, di dirle che anch'egli la ama, non curandosi se essa possa essere una bugia o meno. La scelta di esaudire la sua richiesta verrà data poi al giocatore. Dopo la serena morte della sorellina, il ragazzo, Ayumi e Yoshiki, infine, tornano nel loro mondo.
Una volta rincasato, Satoshi racconta ciò che ha fatto quella sera, sorprendendosi che del fatto che i genitori non si ricordino di Yuka. A quel punto, il giovane torna in camera, notando una strana scatola sulla sua scrivania con un biglietto. Dopo averlo letto, il ragazzo sente un rumore provenire dalla stanza della sorellina, dalla quale si può accedere solo passando dalla sua. Colpito da quel suono, si avvicina alla serratura, decidendo di spiare nella camera e ciò che gli sembra di vedere sono un paio di "occhi familiari". A quel punto, Satoshi riconosce in essi la figura di Yuka che gli dice di sentirsi terribilmente sola.

## Modalità di gioco
Il gioco è suddiviso in 5 capitoli che, esclusi gli ultimi due, non seguono una vera e propria successione temporale, ma un proprio svolgimento degli eventi. Il giocatore dovrà mettersi nei panni di un gruppo di studenti e guidarli per le aule, i corridoi e i luoghi della Heavenly Host Elementary School (天神小学校?, Tenjin Shōgakkō) cercando di trarli in salvo e di evitare che vengano catturati o cadano nelle trappole dei fantasmi che infestano l'edificio. Per quasi tutto il gioco il gruppo di studenti sarà diviso in gruppi di 2 o 3 persone, che solo muovendosi nell'ampia struttura scolastica in cerca di vari oggetti da raccogliere, persone e spiriti con cui dialogare o avvenimenti, potranno progredire con la trama. Se faremo una scelta sbagliata, o dimenticheremo di compiere qualche azione o prendere uno o più oggetti essenziali per il vero epilogo, o verremo catturati da uno degli antagonisti, otterremo una Wrong End, i Game over del gioco, in cui i protagonisti andranno incontro a una morte sventurata e orrenda o a situazioni irrimediabilmente compromesse e negative. Le Wrong End non sono quasi mai immediate: infatti molto spesso non si scoprirà di aver compiuto un errore, se non dopo una lunga serie di eventi negativi.
Infine, vi sono dei cosiddetti Capitoli Extra, sbloccabili se, durante il gioco, avremo raccolto i tesserini d'identità dalle divise di tutti i corpi sparsi per i corridoi e le classi della Heavenly Host School, in cui sarà possibile conoscere maggiori dettagli, particolari ed episodi riguardanti i personaggi, o vedere vicende non legate alle dinamiche del gioco, ma importanti per il sequel, Corpse Party: Book of Shadows.

## Sequel
Successivamente, la 5pb ha pubblicato un nuovo episodio della serie horror, nominandolo Corpse Party: Book of Shadows. Quest'ultimo riprende la storia da una delle ultime (e più lunghi) Wrong End del quinto capitolo, ove i protagonisti vengono riportati indietro nel tempo (compresi i defunti) al momento del completamento del rito e saranno, quindi, costretti a ripetere le sofferenze a cui sono già stati sottoposti. Soltanto Satoshi sembrerà ricordarsi degli avvenimenti passati, ma si unirà a loro dopo aver vanamente tentato gli altri a convincerli a desistere dal finire l'incantesimo
Il titolo del Capitolo Extra Blood Drive (l'ottavo nel gioco), inoltre, introduce un altro omonimo sequel della serie uscito in Giappone il 24 giugno 2014.

## Altri media
Dal gioco è stato tratto un manga omonimo scritto da Makoto Kudouin e disegnato da Toshimi Shinomiya, pubblicato sulla rivista GanGan Powered a partire dal 2008.